# Midi Ufr 1874–2553
Die zweiachsigen offenen Güterwagen der Gattung Ufr mit den Nummern 1874–2553 wurden ab 1898 für die französische  Chemins de fer du Midi (Midi) gebaut.

## Geschichte
Insgesamt entstanden bis 1901 bei der Société Anonyme de Travaux Dyle et Bacalan 680 Exemplare dieser Baureihe mit Bremsersitz, die in erster Linie für den Transport von Kohle eingesetzt wurden.
Die Wagen hatten beidseitig in der Wagenmitte jeweils 152 cm breite Flügeltüren. Das Fahrgestell war aus Metall, der Boden und Aufbau bestand aus Eichen- und Tannenholz.
Der Wagen mit der Nummer 2374 war 1900 bei der Weltausstellung in Paris ausgestellt (siehe: Liste von Eisenbahnwagen auf der Weltausstellung Paris 1900). Die Gattungsbezeichnung wurde 1924 in Tf und die Nummern in 10874–11553 geändert. 1933 waren noch 669 Wagen im Bestand.